# Orta Nova
Orta Nova is een gemeente in de Italiaanse provincie Foggia (regio Apulië) en telt 17.926 inwoners (31-12-2004). De oppervlakte bedraagt 103,9 km², de bevolkingsdichtheid is 173 inwoners per km².

## Demografie
Orta Nova telt ongeveer 5826 huishoudens. Het aantal inwoners steeg in de periode 1991-2001 met 4,3% volgens cijfers uit de tienjaarlijkse volkstellingen van ISTAT.
| Jaar | Inwoneraantal |
| ---- | ------------- |
| 1991 | 16.942        |
| 2001 | 17.665        |

## Geografie
Orta Nova grenst aan de volgende gemeenten: Ascoli Satriano, Carapelle, Cerignola, Ordona, Stornara, Stornarella.